# Peter Noone

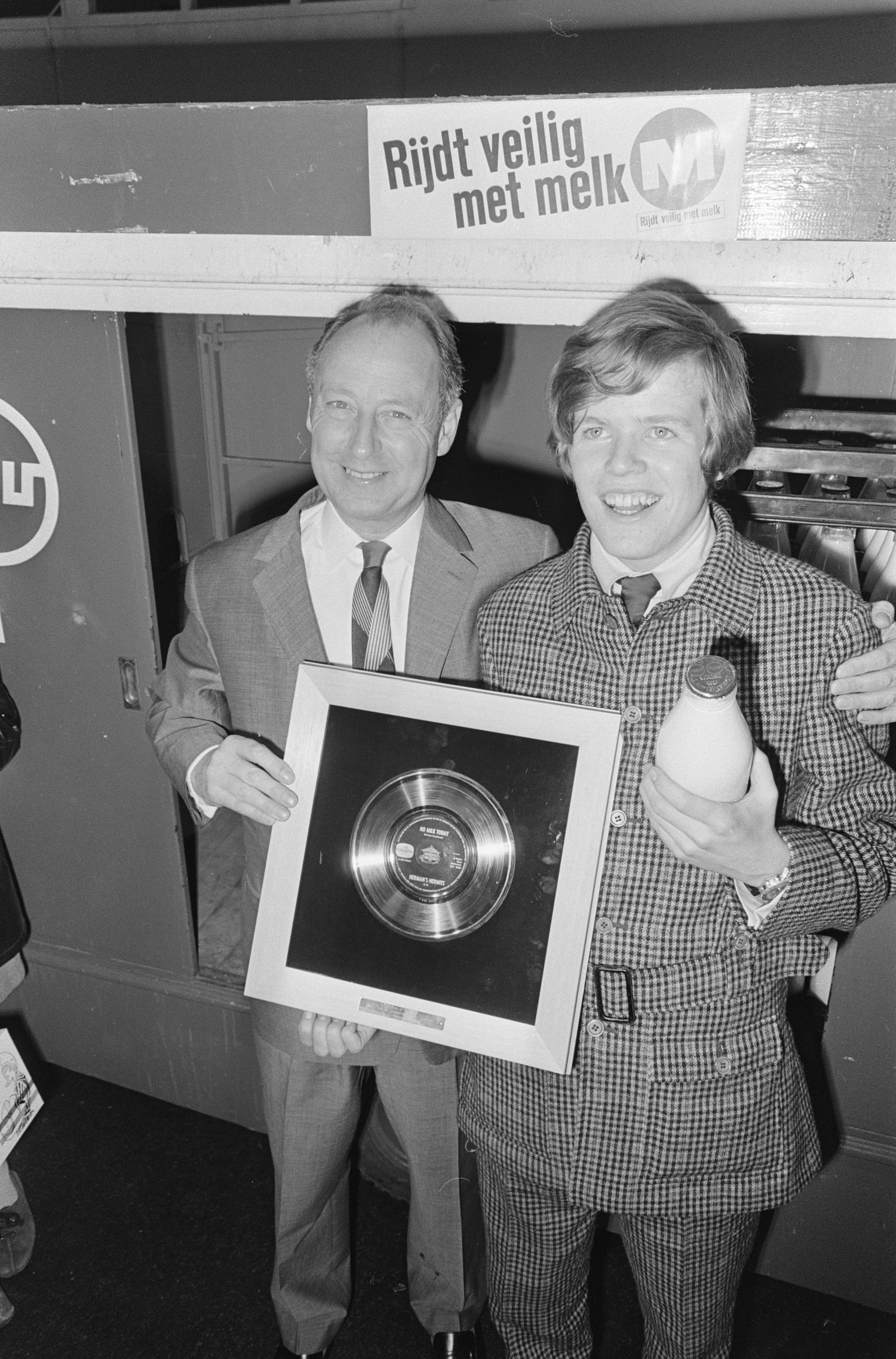
Peter Noone (höger) mottar en guldskiva för singeln "No Milk Today" 1966.

Peter Noone, född 5 november 1947 i Davyhulme i Greater Manchester, är en brittisk popsångare. Noone är främst känd som sångare och frontfigur i popgruppen Herman's Hermits på 1960-talet där han sjöng på hitlåtar som "I'm into Something Good" (1964), "Mrs. Brown, You've Got a Lovely Daughter" (1965), "No Milk Today" (1966) och "There's a Kind of Hush" (1967). Han lämnade gruppen för en solokarriär 1971 och fick en singelhit i Storbritannien med David Bowie-låten "Oh! You Pretty Things" som nådde plats 12 på singellistan. I Sverige gick hans låt "Should I" in på Tio i topp 1972.
Sedan han förlorat en namnstrid om gruppnamnet Herman's Hermits mot gruppens trummis Barry Whitwam, har han uppträtt under gruppnamnet Herman's Hermits starring Peter Noone, utom i USA där han har rätt att använda Herman's Hermits.